# Narkondam-Weißzahnspitzmaus
Die Narkondam-Weißzahnspitzmaus (Crocidura narcondamica) ist eine Art der Spitzmäuse aus der Gattung der Weißzahnspitzmäuse (Crocidura). Sie kommt lediglich auf der Insel Narkondam vor, die östlich der Andamanen liegt und zu Indien gehört. Es handelt sich um einen kleinen Vertreter der Weißzahnspitzmäuse, der sich durch seine vergleichsweise dunkle Fellfärbung und das weiche Haarkleid von anderen regionalen Formen der Gattung unterscheidet. Zudem lässt er sich genetisch relativ gut von diesen abtrennen. Weitere Informationen bezüglich der Lebensweise liegen nicht vor. Die Art wurde im Jahr 2021 wissenschaftlich eingeführt.

## Merkmale

### Habitus
Die Narkondam-Weißzahnspitzmaus ist ein kleiner Vertreter der Weißzahnspitzmäuse. Seine Kopf-Rumpf-Länge beträgt bei den zwei bekannten Individuen 6,3 beziehungsweise 6,7 cm. Sie ist damit deutlich geringer als bei anderen Angehörigen der Gattung der Region, etwa der Andamanen-Weißzahnspitzmaus (Crocidura andamanensis), der Andamanen-Stachelweißzahnspitzmaus (Crocidura hispida) oder der Jenkins-Weißzahnspitzmaus (Crocidura jenkinsi). Die Körpergröße entspricht in etwa der in Südostasien weit verbreiteten Grauen Weißzahnspitzmaus (Crocidura attenuata). Der Schwanz weist jeweils eine Länge von 5,6 und 5,9 cm auf und erreicht damit nicht die Ausmaße des restlichen Körpers. Auch hier stimmen die Werte weitgehend mit denen der Grauen Weißzahnspitzmaus überein. Allerdings ist bei Crocidura narcondamica das Rückenfell mit seiner dunkelgrauen Farbgebung nicht so hell wie bei der Grauen Weißzahnspitzmaus, was auch für den nackten, dunkel pigmentierten und nur in der vorderen Hälfte mit einzelnen borstigen Haaren besetzten Schwanz gilt. Außerdem wirkt der Schwanz bei ersterer Art verhältnismäßig dicker als bei letzterer. Das Rückenfell wird bei der Narkondam-Weißzahnspitzmaus durch seine weiche kurzhaarige Textur bestimmt, was wiederum von dem teils stacheligen Haarkleid einiger anderer lokaler Weißzahnspitzmäuse abweicht. Auf der Unterseite überwiegt wiederum eine hellere Tönung. Die Schnauze ist langgestreckt und mit deutlich sichtbaren Vibrissen auf der Rückseite versehen. Das Kinn hingegen ist nackt und fleischfarben. Die Augen wirken klein und durch die Gesichtsmuskulatur gepresst. Ebenso sind die äußeren Ohrmuscheln klein, ihre Länge liegt bei rund 0,6 cm. Sowohl die Vorder- wie auch die Hinterbeine enden jeweils in fünf Strahlen, die durchsichtige Krallen tragen. Die Hand- und Fußunterseiten sind moderat pigmentiert, die Oberseiten behaart. Die Hinterfußlänge misst etwa 1,3 cm.

### Schädel- und Gebissmerkmale

Schädel und Unterkiefer von Crocidura narcondamica

Die größte Schädellänge wird mit 18,9 beziehungsweise 19,6 mm angegeben, die Breite am Hirnschädel beträgt 8,0 beziehungsweise 8,7 mm und dessen Höhe 4,0 beziehungsweise 4,4 mm. Insgesamt ist der Hirnschädel gerundet und leicht erhöht. In Aufsicht von oben erscheinen die Knochenwülste der Lambda-Region am Hinterhauptsbein nur schwach entwickelt im Vergleich zu den stärker ausgeprägten Rippeln bei der Grauen Weißzahnspitzmaus. Das Rostrum fällt in Seitenansicht leicht nach unten ab. Oberhalb der Augenregion tritt eine leichte Einschnürung in Aufsicht auf. Der Unterkiefer ist schlank und niedrig. Er misst 10,8 und 11,6 mm in der Länge. Insgesamt sind 28 Zähne ausgebildet mit folgender Zahnformel: {\displaystyle {\frac {3.1.1.3}{2.1.0.3}}}. Die beiden hinteren oberen Schneidezähne und der Eckzahn sind typisch für die Weißzahnspitzmäuse einspitzig (unicuspid), ebenso wie der untere zweite Schneidezahn. Der vorderste obere Schneidezahn ist weniger scharf und nicht so deutlich nach vorn gerichtet wie im Vergleich zur Grauen Weißzahnspitzmaus. Alle Zähne sind unpigmentiert. Die obere Zahnreihe wird 7,9 beziehungsweise 8,8 mm lang, die untere 7,0 beziehungsweise 7,7 mm.

## Verbreitung und Lebensraum
Die Narkondam-Weißzahnspitzmaus ist bisher lediglich von zwei Individuen von der zu Indien gehörenden Insel Narkondam bekannt. Es handelt sich um eine Vulkaninsel, die östlich der Kette der Andamanen im Golf von Bengalen liegt. Sie ist 6,8 km² groß und erhebt sich bis zu 710 m über dem Meeresspiegel. Der Großteil der Fläche, rund 80 %, wird von Wald bedeckt. Die beiden Individuen fanden sich in einem Plantagenfeld beziehungsweise küstennahen Wald in rund 11 m Geländehöhe. Das Gebiet wies keine menschlichen Einflüsse auf. Die Insel Narkondam ist vor allem für den Narcondam-Jahrvogel und die Andamanen-Zwergohreule bekannt. An Säugetieren wurden bisher lediglich die Indochinesische Waldratte und der Insel-Flughund beobachtet.

## Lebensweise
Zu Lebensweise der Narkondam-Weißzahnspitzmaus sind keine Informationen verfügbar. Eventuell bildet der Bindenwaran, der recht häufig auf Narkondam vorkommt, einen natürlichen Fressfeind.

## Systematik
Die Narkondam-Weißzahnspitzmaus ist eine Art aus der Gattung der Weißzahnspitzmäuse (Crocidura) innerhalb der Familie der Spitzmäuse (Soricidae). Die formenreiche Gattung besteht aus mehr als 200 Arten und bildet damit die vielfältigste innerhalb der Spitzmäuse. Nach molekulargenetischen Befunden ist sie aber möglicherweise paraphyletisch, da einige Formen wie die Gescheckte Wüstenspitzmaus (Diplomesodon) und die Kongo-Wimperspitzmäuse (Paracrocidura) tief in Crocidura eingebettet sind. Innerhalb der Weißzahnspitzmäuse lassen sich einzelne Kladen unterschieden, die eine asiatische, eine afrotropische, eine west-paläarktische und eine altweltliche Gruppe umfassen, letztere schließen verschiedene eurasische und afrikanische Arten ein. Die Weißzahnspitzmäuse stellen vermutlich den jüngsten Zweig innerhalb der stammesgeschichtlichen Entwicklung der Spitzmäuse dar. Ein Großteil der Vertreter ist heute in Afrika verbreitet, ein weiterer, nicht unerheblicher Anteil kommt in Asien vor. Ursprünglich stammt die Crocidura-Linie wahrscheinlich aus Eurasien, wo sie sich vor rund 8 bis 6,8 Millionen Jahren von den übrigen Linien abtrennte. Von hier aus erreichte sie dann wohl die anderen heutigen Verbreitungsgebiete.
In Süd- und Südostasien ist eine reichhaltige Gemeinschaft an Weißzahnspitzmäusen nachgewiesen. Davon verteilen sich mehrere Arten auf die Andamanen. Hierzu gehören die Andamanen-Weißzahnspitzmaus (Crocidura andamanensis), die Andamanen-Stachelweißzahnspitzmaus (Crocidura hispida) und die Jenkins-Weißzahnspitzmaus, etwas abseits davon kommt die Nikobar-Weißzahnspitzmaus (Crocidura nicobarica) auf den Nikobaren vor. Genetische Analysen zeigen, dass die Narkondam-Weißzahnspitzmaus einen deutlichen Abstand zu diesen besitzt. So liegt die genetische Distanz zur Anadamanen-Weißzahnspitzmaus bei rund 16,6 %, die zur Nikobar-Weißzahnspitzmaus bei 15,1 %. Ein markant geringerer Abstand besteht zu einigen südostasiatischen Formen wie der China-Weißzahnspitzmaus (Crocidura rapax), der Grauen Weißzahnspitzmaus (Crocidura attenuata) oder der Indochina-Weißzahnspitzmaus (Crocidura indochinensis), der jeweils zwischen 12,0 und 12,5 % beträgt. Möglicherweise bildet die Narkondam-Weißzahnspitzmaus einen frühen Einwanderer im Inselgebiet der Andamanen. Für genauere Aussagen müssen jedoch weitere genetische Untersuchungen getätigt werden.
Die wissenschaftliche Erstbeschreibung der Narkondam-Weißzahnspitzmaus erfolgte im Jahr 2021 durch ein Autorenteam um Manokaran Kamalakannan. Den Wissenschaftlern standen dafür zwei Individuen zur Verfügung, ein männliches und ein weibliches. Das größere weibliche bildet den Holotyp. Beide Exemplare wurden im April 2020 auf der Insel Narkondam in etwa 11 m Geländehöhe aufgesammelt. Das Artepitheton narcondamica bezieht sich auf die Insel als Typuslokalität.

## Bedrohung und Schutz
Zur Bedrohung des Bestandes der Art liegen kaum Informationen vor. Die Insel ist weitgehend unbewohnt und gehört zum Narcondam Island Wildlife Sanctuary, sie steht somit unter Schutz. Es sind weitere Untersuchungen zur Verbreitung, zur Ökologie und zur taxonomischen Einstufung der Narkondam-Weißzahnspitzmaus notwendig.